# Denis Amar
Denis Amar (Parigi, 10 giugno 1946) è un regista francese.

## Biografia
Dopo aver terminato gli studi Denis Amar ha iniziato il percorso formativo da cineasta imparando il cinema attraverso il lavoro di assistente di importanti registi come: Jean Delannoy, Philippe de Broca, George Stevens e Robert Wise. 
Continua il suo percorso dirigendo alcuni spot destinati alla televisione francese. Come regista di cinema ha toccato diversi generi cinematografici, dal thriller come L'addition del 1984, con protagonisti gli attori Richard Berry e Richard Bohringer al genere drammatico e biografico come Hiver 54, L'abbé Pierre del 1989 con protagonista Lambert Wilson e Claudia Cardinale. Torna sul genere horror con il film Saraka Bô del 1997. 
Il televisione ha diretto Princesse Alexandra del 1991 e Les boeufs-carrottes del 1995.

## Filmografia

### Cinema
- Asphalte (1981)
- L'Addition (1984)
- Ennemis intimes (1987)
- Hiver 54, l'abbé Pierre (1989)
- Contre l'oubli (1991)
- Saraka bô (1997)

### Televisione
- Princesse Alexandra (1992) serie TV
- Le Ciel pour témoin (1993) serie TV
- Les Enfants d'abord (1995) 1 episodio
- Marc Eliot (1998) 4 episodi
- Commissaire Moulin (1998) 2 episodi
- Avocats et Associés (2000) 6 episodi